# 埃吉扬
埃吉扬（法語：Eyguians）是法国上阿尔卑斯省的一个市镇，属于加普区。该市镇2009年时的人口为243人。

## 人口
埃吉扬人口变化图示
| 数据来源：INSEE |